# Francesco Mattioli
Francesco Mattioli (ur. 6 października 1975 we Florencji) – włoski siatkarz, występujący obecnie w Serie A w drużynie Top Volley Latina. Gra na pozycji przyjmującego. Mierzy 194 cm.